# محمد سليم النعيمي
محمد سليم النعيمي (1910 - 1984) أديب ولغوي وصحفي ودبلوماسي عراقي. 

## حياته وعمله
ولد محمد سليم محمود النعيمي الأعظمي في الأعظمية بغداد عام 1910 أو قيل 1912 وتخرج بكلية الإمام الأعظم، ثم نال شهادة دار المعلمين العالية (كلية التربية). فعين معلما (أكتوبر 1931) قم أوفد إلی مصر وباريس لإكمال دراسته العالية في السوربون سنة 1933. وضع أطروحة الدكتوراه في جامعة السوربون في موضوع شعر المعارضة السياسية في العصر الأموي (1939) لكنه لم يتمكن من مناقشتها لاضطراره علی العودة إلی العراق إثر نشوب الحرب العالمية الثانية. قد اعتقل في أكتوبر 1914 لاتهامه بـ«الميول النازية». وعين أستاذاً في دار المعلمين العالية في مايو 1955 ونقل إلی جامعة بغداد عند إنشائها.
عين عضواً في المجمع العلمي العراقي‌ في أغسطس 1963 وانتخب نائباً أول لرئيسه. أوفد سفيرا للعراق في تونس 1964 ثم في ليبيا عام 1966، فلما عاد إلی بغداد استأنف عضوية المجمع ونيابة رئاسته.
انتخب عضواً مراسلاً في مجمع اللغة العربية بالقاهرة (أبريل 1967) وعضواً بمجمع دمشق (1973). توفي في بغداد عام 1984 وله آثار مؤلفة ومحققة ومترجمة وبحوث كثيرة في اللغة والنقد وأصول اللغة والمصطلح وتيسير النحو. 

## مؤلفاته
- وجهة الأدب الحديث: (1962)
- شعر النجاشي الحارثي: (1965)
- ظهور الخوارج: (1967)
- أخطاء في دائرة المعارف الإسلامية (1969)
- اسم الفعل: دراسة وطريقة تيسير (1968)

ترجماته :
- قسماً من أعمدة الحكمة السبعة: تأليف لورنس في عام 1947
- تعريف الاشتراكية : (1947) لأميل دركهايم
- تكملة المعاجم العربية: (1980) لمؤلف رينهارت دوزي .

و حقق التبصير في الدين (1939) للإسفراييني و الاشتقاق (1968) لأبي سعيد الأصمعي. واشترك في وضع مصطلحات علم الجراحة والتشريح ومقاومة المواد وهندسة إسالة الماء إلخ.